# Foersterella
Foersterella is een geslacht van vliesvleugeligen uit de familie Tetracampidae. De wetenschappelijke naam van dit geslacht is voor het eerst geldig gepubliceerd in 1897 door Karl Wilhelm von Dalla Torre.

## Soorten
Het geslacht Foersterella omvat de volgende soorten:
- Foersterella anupama Narendran, 2000
- Foersterella areena Narendran, 2005
- Foersterella australis Burwell, 1998
- Foersterella erdoesi Boucek, 1958
- Foersterella reptans (Nees, 1834)
- Foersterella scaposa Boucek, 1988
- Foersterella seyhanensis Doganlar, 2003